# Barranc de Gepils
El Barranc de Gepils és un torrent afluent per la dreta de la Riera de Madrona en el tram en què rep el nom de Barranc de Pinell que neix al Tros del Forn, al peu del vessant occidental del Tossal de Sant Pere. De direcció predominant cap a les 7 del rellotge, desguassa al seu col·lector a poc menys de 600 m al sud-oest de la masia de Gepils després d'haver fet tot el seu recorregut pel terme municipal de Pinell de Solsonès.
Aquest torrent no té cap afluent.